# NGC 2370
NGC 2370 (другие обозначения — UGC 3835, MCG 4-18-15, ZWG 117.36, IRAS07220+2352, PGC 20955) — спиральная галактика с перемычкой (SBc) в созвездии Близнецов. Открыта Альбертом Мартом в 1864 году. Масса галактики составляет 1,6⋅1011 M⊙, красное смещение — 0,018. Галактика аккрецирует межгалактический газ со скоростью 4⋅10−8 M⊙ в год на каждый квадратный парсек площади.
Этот объект входит в число перечисленных в оригинальной редакции «Нового общего каталога».